# Barry Callebaut
Barry Callebaut AG är ett schweiziskt multinationellt livsmedelsföretag som tillverkar och säljer choklad och kakao. De är världens största producent av just kakao och choklad men även konfektyr och industrichoklad, choklad som säljs till andra tillverkare för att ha i deras produkter, efter försäljning.
Företaget grundades 1996 när det franska Cacao Barry fusionerades med det belgiska Callebaut. Två år senare genomförde dem en börsintroduktion och började handlas på SIX Swiss Exchange.
För 2019 hade Barry Callebaut en omsättning på mer än 7,3 miljarder schweiziska franc och en personalstyrka på 12 257 anställda. Deras huvudkontor ligger i Zürich.
Chokladframställning kantas globalt av miljömässiga och sociala problem, där särskilt odling och förädling av kakaobönor är problematisk. Barry Callebaut har som mål att deras underleverantörer ska ha slutat använda barnslavar senast 2025.